# Стефан Мугоша
Стефан Мугоша (Подгорица, 26. фебруар 1992) црногорски је фудбалер који игра на позицији нападача. Тренутно наступа за Инчон јунајтед и за репрезентацију Црне Горе.

## Клупска каријера
Мугоша је своју фудбалску каријеру почео у родној Подгорици и то у Будућности где је провео четири сезоне играјући за први тим. Године 2013. је прешао у Младост где је са 22 године постао најбољи стрелац Прве лиге Црне Горе са 15 постигнутих голова на 29 утакмица. Страни клубови су почели да показују интересовање за њега због добрих резултата.
Године 2014. је отишао Немачку где је потписао уговор са Кајзерслаутерном на три године.
Дана 15. августа 2015. године постао је играч Минхена 1860. Иако је одиграо 30 утакмица, постигао је само један гол и то у купу. Током позајмице Карлсруеу постигао је два гола.
У јануару 2018. је постао члан Инчон јунајтеда.

## Репрезентативна каријера
За сениорску репрезентацију Црне Горе дебитовао је 8. јуна 2015. против Данске. Први гол је постигао 2017. против Пољске.
У јуну 2022. године је постигао хет-трик против Румуније у оквиру Лиге нација 2022/23.